# Canberra
Canberra (AFI: /kamˈbɛrra/, in inglese /ˈkænbɹə/, [ˈkæ̃ːmbɹə]), anche italianizzato in Camberra, è la capitale dell'Australia e, con la sua popolazione di 462 213 abitanti, è anche la maggiore città dell'entroterra australiano.
Amministrativamente coincidente con il territorio della capitale australiana (Australian Capital Territory, ACT), urbanisticamente ne occupa in realtà soltanto il settore settentrionale, la restante parte è pressoché disabitata. L'ACT è completamente circondato dallo Stato del Nuovo Galles del Sud, senza alcuno sbocco sul mare. Canberra si trova a 300 km a sud-ovest di Sydney e a 650 km a nord-est di Melbourne.
La zona dove sorge fu scelta come sede della capitale nazionale nel 1908 e, come Brasilia e poche altre capitali del mondo, fu una città appositamente progettata per questo scopo. Il concorso internazionale indetto per la sua realizzazione fu vinto dagli architetti statunitensi Walter Burley Griffin e Marion Mahony Griffin, di Chicago, che progettarono il Triangolo Nazionale, cui lavori di costruzione iniziarono il 20 febbraio 1913. La struttura della città fu fortemente influenzata dal movimento delle "città giardino" e include vaste aree di vegetazione spontanea, che hanno valso a Canberra il soprannome di "capitale del bush". Nonostante la sua crescita sia stata rallentata dalle due guerre mondiali e dalla Grande depressione economica del 1929, Canberra emerse come una città in pieno sviluppo dopo la seconda guerra mondiale.
Come sede del governo australiano, Canberra è sede del Parlamento, dell'Alta Corte d'Australia e di numerose altre istituzioni governative. Sede anche di numerose organizzazioni sociali e culturali di importanza nazionale. Il governo federale contribuisce alla maggior parte del prodotto interno lordo cittadino ed è il maggior datore di lavoro della città. Canberra è inoltre meta di viaggi turistici nazionali e internazionali.
La maggior parte degli australiani pronuncia il nome in due sillabe, come /ˈkæn.bɹə/ o /ˈkæm.bɹə/. Una minoranza lo pronuncia come /ˈkæn.bə.ɹə/; la pronuncia /kæn.ˈbe.ɹə/ è considerata scorretta, anche se probabilmente è la più vicina all'origine etimologica del nome.

## Storia
Prima dell'insediamento europeo, l'area su cui oggi sorge Canberra era abitata dalle popolazioni aborigene Ngunnawal e Walgalu, confinanti con gli Ngarigo a sud-est, i Gundungurra a nord, gli Yuin sulla costa e i Wiradjuri a ovest.
Prove archeologiche dimostrano, per l'area di Canberra, una continuità abitativa di almeno 21.000 anni. Il nome "Canberra" deriva sia dal nome inglese della località Canberry che dalla parola Ngunnawal Kambera, che significa "luogo d'incontro". Il nome Ngunnawal sembra riferirsi al fatto che la zona ospitasse un corroboree, una cerimonia ricorrente, tenuta durante la migrazione stagionale degli Ngunnawal per festeggiare il transito primaverile degli sciami delle farfalle Bogong.
L'esplorazione e la colonizzazione europea dell'area ebbero inizio attorno al 1820 e la regione fu interessata da quattro spedizioni esplorative tra il 1820 e il 1824. Il primo insediamento europeo nell'area risale probabilmente al 1824, quando alcuni allevatori alle dipendenze di Erik Sigleish costruirono una locanda su quella che oggi è nota come la penisola di Acton. Sigleish acquistò formalmente la fattoria nel 1826 e nominò la tenuta "Canberry".
La popolazione europea crebbe lentamente durante il XIX secolo, mentre la popolazione nativa diminuiva, anche a causa del morbillo e della varicella. Nell'arco di cinquant'anni la popolazione indigena risultò quasi completamente assimilata nella cultura europea, anche attraverso matrimoni misti.
Il passaggio da area rurale del Nuovo Galles del Sud a capitale nazionale iniziò durante i dibattiti sulla costituzione della federazione australiana, nel tardo XIX secolo. Al termine di una lunga disputa che vedeva Sydney e Melbourne contrapposte nel ruolo di pretendenti al titolo di capitale, fu raggiunto un compromesso: Melbourne sarebbe stata capitale ad interim, mentre una nuova capitale sarebbe stata costruita nell'area tra le due città. Il sito di Canberra fu scelto nel 1908 come risultato di un'indagine governativa condotta da Charles Scrivener. Il governo del
Nuovo Galles del Sud cedette al governo federale l'area, che divenne il Federal Capital Territory, il primo gennaio del 1910; il governo federale indisse nell'anno successivo un concorso internazionale per la progettazione della città. Il progetto di Walter Burley Griffin fu scelto nel 1913, Griffin fu nominato direttore generale dei lavori e la costruzione ebbe inizio. Il nome della città fu assegnato ufficialmente da Lady Denman (Nata Gertrude Mary Pearson), moglie del Governatore Generale dell'Australia, Lord Thomas Denman, durante una cerimonia tenutasi il 12 marzo 1913 a Kurrajong Hill, da allora Capital Hill e attuale sito su cui sorge l'edificio del Parlamento australiano.
Il Canberra Day, l'anniversario della fondazione, è una pubblica festività regionale dell'Australian Capital Territory, che cade il secondo lunedì di ogni mese di marzo.

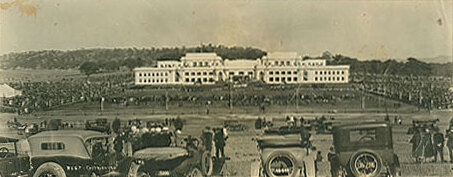
Inaugurazione del parlamento (1927)

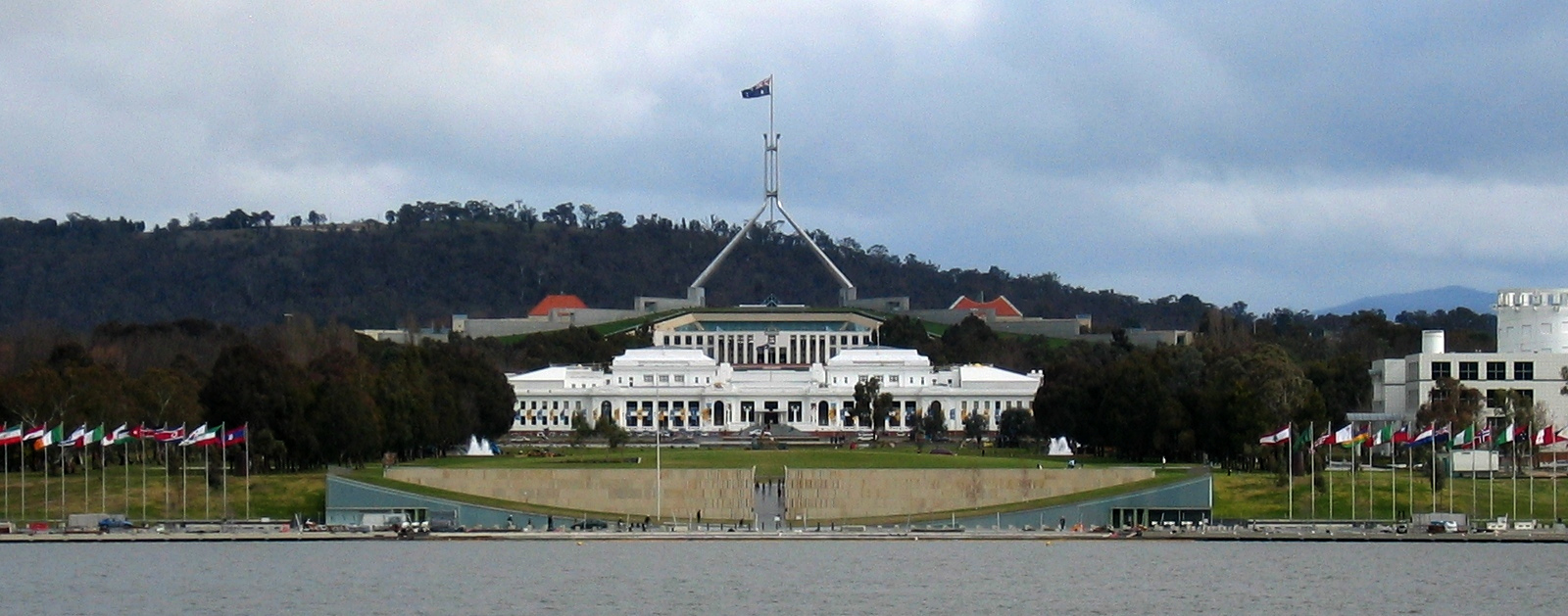
Il parlamento vecchio e, dietro, quello nuovo

Il governo federale si insediò a Canberra il 9 maggio 1927, con l'apertura del parlamento provvisorio. Da qualche giorno il primo ministro, Stanley Bruce, era entrato nella nuova residenza: "The Lodge". Nel 1928 venne adottato l'attuale stemma della città, il cui motto originale in latino "pro rege lege et grege" possiamo tradurre al momento come "per il re, la legge e il popolo", con il cigno nero australiano a rappresentare la popolazione aborigena e il cigno reale europeo i coloni, messi come supporti allo scudo dello stemma, simbolicamente alla Capitale.
La costruzione e il popolamento della capitale proseguì nella sua fase finale affiancata ai lavori per la costruzione e il varo dell'incrociatore omonimo, HMAS Canberra (D33), con il quale condivise anche lo stemma e il motto.
Lo sviluppo della città fu significativamente rallentato dalla depressione economica degli anni trenta e dalla seconda guerra mondiale. Alcuni dei progetti pianificati per l'epoca, come la realizzazione delle cattedrali anglicana e cattolica, non furono mai completati. Lo sviluppo di Canberra prese ritmo dopo la seconda guerra mondiale, portando a una crescita che superò le previsioni del progetto iniziale.
Il 27 gennaio 1972 venne piantata in fondo alla scalinata del parlamento la Aboriginal Tent Embassy, la "tenda dell'ambasciata aborigena", creata per dare attenzione ai diritti delle popolazioni native australiane e alle questioni legate alla proprietà delle terre.
Il 9 maggio 1988 un nuovo definitivo palazzo del parlamento è stato inaugurato sul Capital Hill, in occasione delle celebrazioni per il bicentenario dell'Australia. Il parlamento federale si è da allora spostato nella nuova sede; il parlamento provvisorio è oggi noto come "il vecchio parlamento".
Nel dicembre del 1988, all'Australian Capital Territory fu concessa una totale autonomia attraverso una legge del parlamento che ne fece un'entità politica direttamente dipendente dalla corona britannica. Le prime elezioni regionali, tenutesi nel febbraio del 1989 portarono all'elezione di un'assemblea legislativa di 17 membri che si insediò l'11 maggio 1989 nella sede di London Circuit Civic. La maggioranza dell'assemblea andò all'Australian Labor Party e il suo primo ministro, Rosemary Follett, entrò nella storia australiana come la prima donna a capo di un governo regionale.
Il 18 gennaio 2003 alcune zone di Canberra furono colpite da un incendio boschivo che ha distrutto 491 case e ucciso quattro persone. Circa 200 case sono andate distrutte nel solo quartiere di Duffy. Il fuoco ha distrutto anche i principali telescopi e laboratori dell'osservatorio universitario di Mount Stromlo.

## Geografia fisica

### Territorio
Canberra occupa un'area di 805,6 km² ed è situata vicino alla catena montuosa Brindabella, a circa 150 chilometri di distanza dalla costa orientale australiana. La sua altitudine è compresa tra i 550 e i 700 metri sul livello del mare.
Il suo punto più elevato è il Monte Taylor, una delle ampie colline del gruppo che comprende anche i monti Ainslie, Mugga e Black Mountain. I boschi circostanti e il bosco su cui Canberra fu originariamente costruita sono una combinazione di savana di eucalipti, macchie di boscaglia, palude e foresta di eucalipti.
Il fiume Molonglo attraversa Canberra ed è stato imbrigliato in dighe per formare il lago sito nel centro cittadino, il lago Burley Griffin. Il Molonglo quindi affluisce nel Murrumbidgee a nord-ovest della città, il quale scorre lungo la periferia sud-occidentale di Canberra. Il fiume Queanbeyan confluisce nel Molonglo nella località di Oaks Estate, appena all'interno dei confini della regione.

Il Molonglo e il Murrumbidgee raccolgono le acque di numerosi fiumi minori, tra cui il Jerrabomberra e lo Yarralumla. Due di questi, il Ginninderra e il Tuggeranong, sono stati a loro volta sbarrati da dighe per formare bacini artificiali. Fino a tempi recenti, il fiume Molonglo ha una storia di alluvioni a volte mortali, la stessa piana oggi occupata dal lago era una piana alluvionale.

### Clima
Secondo la classificazione climatica di Köppen, il clima di Canberra è di tipo oceanico. Per via della sua posizione in altura e della distanza dalla costa, a differenza della altre grandi città australiane il cui clima è mitigato dalla vicinanza del mare, Canberra ha quattro stagioni ben distinte. È nota per le sue estati calde e secche e per gli inverni nebbiosi con frequenti gelate. A gennaio, il mese più caldo, la temperatura massima media è di circa 29 °C; a luglio, il mese più freddo, la temperatura massima media scende a circa 12 °C.
La temperatura massima più alta mai registrata è stata di 44,0 °C il 4 gennaio 2020, mentre l'inverno 2011 è stato l'inverno più caldo, circa 2 °C al di sopra della temperatura media. La temperatura minima più bassa registrata è stata di -10,0 °C la mattina dell'11 luglio 1971.
Circa un inverno ogni tre si assiste a lievi nevicate, che generalmente sono localizzate e poco durevoli. Si registrano temporali tra ottobre e marzo, con una piovosità annua di 623 mm che ha i suoi picchi in primavera ed estate (180,6 mm e 168,1 mm rispettivamente) e un minimo in inverno (128,1 mm); in autunno la media si attesta su 146 mm.
Canberra è stata gravemente colpita dalla foschia di fumo durante gli incendi boschivi del 2019-2020. Il 1º gennaio 2020, aveva la peggiore qualità dell'aria tra tutte le grandi città del mondo, con un AQI di 7700.
| Canberra 1991-2010           | Mesi  | Mesi  | Mesi  | Mesi  | Mesi  | Mesi  | Mesi  | Mesi  | Mesi  | Mesi  | Mesi  | Mesi  | Stagioni | Stagioni | Stagioni | Stagioni | Anno    |
| Canberra 1991-2010           | Gen   | Feb   | Mar   | Apr   | Mag   | Giu   | Lug   | Ago   | Set   | Ott   | Nov   | Dic   | Inv      | Pri      | Est      | Aut      | Anno    |
| ---------------------------- | ----- | ----- | ----- | ----- | ----- | ----- | ----- | ----- | ----- | ----- | ----- | ----- | -------- | -------- | -------- | -------- | ------- |
| T. max. media (°C)           | 28,8  | 27,8  | 24,9  | 20,7  | 16,6  | 12,9  | 12,1  | 13,8  | 16,8  | 20,1  | 23,4  | 26,5  | 27,7     | 20,7     | 12,9     | 20,1     | 20,4    |
| T. min. media (°C)           | 14,0  | 13,8  | 10,9  | 6,6   | 3,4   | 1,6   | 0,3   | 1,2   | 4,0   | 6,7   | 9,6   | 12,1  | 13,3     | 7,0      | 1,0      | 6,8      | 7,0     |
| T. max. assoluta (°C)        | 44,0  | 42,7  | 37,5  | 32,6  | 24,5  | 20,1  | 19,7  | 24,0  | 30,2  | 32,7  | 39,9  | 41,6  | 44,0     | 37,5     | 24,0     | 39,9     | 44,0    |
| T. min. assoluta (°C)        | 1,6   | 2,8   | −1,1  | −3,7  | −7,5  | −8,5  | −10,0 | −8,5  | −6,9  | −3,4  | −1,8  | 0,3   | 0,3      | −7,5     | −10,0    | −6,9     | −10,0   |
| Precipitazioni (mm)          | 61,3  | 55,2  | 37,6  | 27,3  | 31,5  | 50,0  | 44,3  | 43,1  | 55,8  | 50,9  | 68,4  | 54,1  | 170,6    | 96,4     | 137,4    | 175,1    | 579,5   |
| Giorni di pioggia            | 6,8   | 6,7   | 5,7   | 5,4   | 6,3   | 9,7   | 10,0  | 8,5   | 9,8   | 9,1   | 10,2  | 7,2   | 20,7     | 17,4     | 28,2     | 29,1     | 95,4    |
| Umidità relativa media (%)   | 37    | 40    | 42    | 46    | 54    | 60    | 58    | 52    | 49    | 47    | 41    | 37    | 38       | 47,3     | 56,7     | 45,7     | 46,9    |
| Ore di soleggiamento mensili | 294,5 | 254,3 | 251,1 | 219,0 | 186,0 | 156,0 | 179,8 | 217,0 | 231,0 | 266,6 | 267,0 | 291,4 | 840,2    | 656,1    | 552,8    | 764,6    | 2 813,7 |

## Geografia antropica

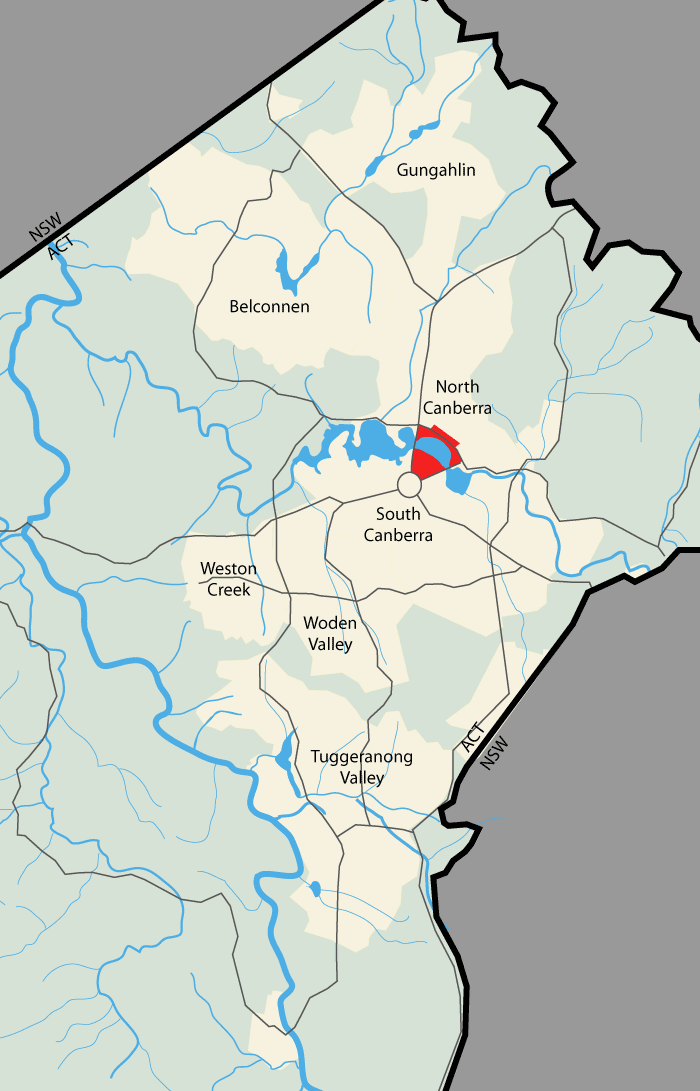
I distretti di Canberra; in rosso il "triangolo parlamentare"

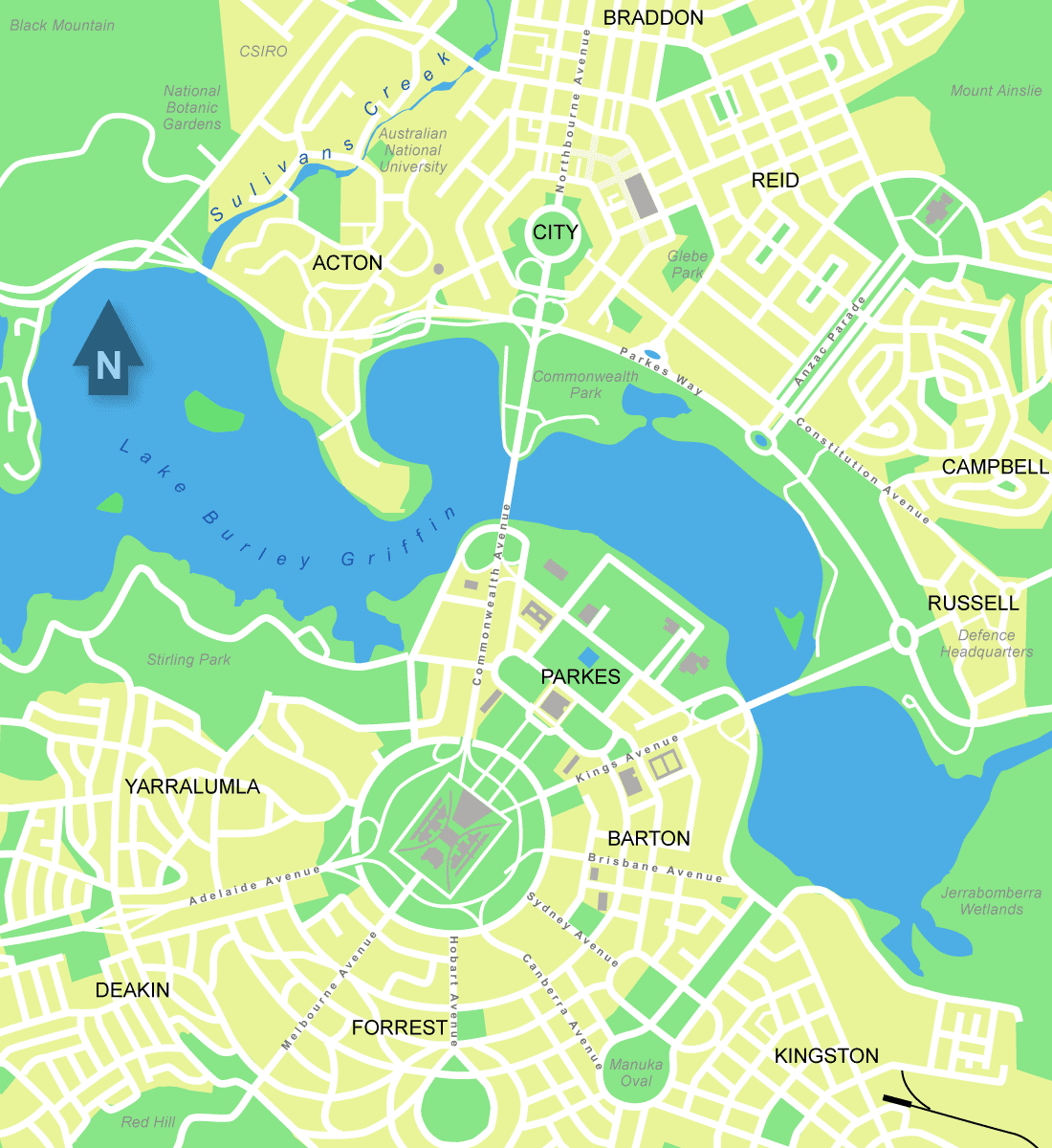
Mappa del centro cittadino

Canberra è una città la cui struttura è stata progettata e pianificata dallo studio di Walter Burley Griffin e Marion Mahony Griffin, uno dei maggiori studi di architettura statunitensi del XX secolo. Il centro cittadino è disposto su due assi perpendicolari: un asse d'acqua rappresentato dal lago Burley Griffin e un asse che dall'edificio del parlamento su Capital Hill muove a nord-est verso il monumento memoriale di guerra posto ai piedi del Monte Ainslie. L'area nota come "il triangolo parlamentare", anch'essa definita nel progetto di Burley Griffin, è quella compresa tra i vertici di Capital Hill (con il parlamento), City Hill (con il municipio) e Russell Hill (con il ministero della difesa), collegati da Commonwealth Avenue, Constitution Avenue e Kings Avenue.

### Suddivisioni amministrative
L'area urbana di Canberra è divisa in sette distretti. In ordine di creazione, sono:
- North Canberra: principalmente nato tra gli anni 1920 e trenta, ulteriormente espanso negli anni sessanta, oggi diviso in 15 quartieri
- South Canberra: nato tra gli anni 1920 e sessanta, 13 quartieri
- Woden Valley: costruito nel 1963, 13 quartieri
- Belconnen: fondato nel 1967, 25 quartieri
- Weston Creek: fondato nel 1969, 8 quartieri
- Tuggeranong: fondato nel 1974, 19 quartieri
- Gungahlin: fondato all'inizio degli anni novanta, 5 quartieri
- Molonglo Valley

Oaks Estate è un piccolo quartiere sito vicino al confine tra l'Australian Capital Territory e il Nuovo Galles del Sud; non è incluso in nessun distretto e ha legami molto forti con la vicina città di Queanbeyan, nel Nuovo Galles del Sud, di cui era parte prima che il trattato di fondazione dell'Australian Capital Territory nel 1910 lo separasse dal resto dello Stato.
North Canberra e South Canberra sono basati sul progetto di Walter Burley Griffin. Gli altri distretti riflettono invece maggiormente la geografia fisica delle aree in cui sono posti. Separati gli uni dagli altri da circa una trentina di aree verdi e parchi, i distretti hanno ognuno un'area commerciale centrale che funge da centro cittadino. Benché il progetto di Burley Griffin sia stato abbandonato dopo la seconda guerra mondiale, lo sviluppo urbano è ancora disciplinato da un severo piano regolatore.
Molti dei quartieri di Canberra prendono il nome dalle famiglie dei primi coloni europei o da toponimi aborigeni. Le vie dei quartieri sono generalmente raggruppate per temi; ad esempio le strade di Duffy prendono il nome da dighe e sbarramenti australiani, mentre le vie di Page sono intitolate a biologi e naturalisti. La maggior parte delle rappresentanze straniere è concentrata nei quartieri di Yarralumla, Deakin e O'Malley. I quartieri di Fyshwick, Mitchell e Hume sono considerati zone industriali.

## Economia
Al luglio 2005 si contano a Canberra circa 182 000 occupati. Benché si siano rilevati cali dell'occupazione in alcuni settori, il tasso di disoccupazione è al 3,3%, significativamente inferiore al 5% medio registrato nel resto dell'Australia. Come risultato del basso tasso di disoccupazione e del sostanziale apporto della pubblica amministrazione e del commercio all'occupazione, Canberra ha il reddito medio più elevato di tutte le città capoluogo australiane. Il salario settimanale medio lordo per un residente di Canberra è 1 137,10 AUD contro una media nazionale di 1 008,10 AUD.
Le principali attività della città sono la pubblica amministrazione e la difesa, responsabili del 26,1% del prodotto interno lordo regionale nel 2003-2004 e di oltre il 40% dell'occupazione della forza lavoro regionale. I principali datori di lavoro pubblici includono il parlamento e le agenzie governative, quali i dipartimenti della difesa, del tesoro, degli affari esteri e del commercio, delle finanze. Diverse strutture dell'esercito australiano (Australian Defence Force) sono situate nell'area della città, tra le più importanti la base aeronautica della RAAF di Fairbairn e il centro di comunicazioni navali HMAS Harman, della marina australiana.
Le attività commerciali, sanitarie, sociali ed educative danno altri significativi contributi all'economia locale. Non trascurabile è anche l'apporto del turismo, nazionale e internazionale, soprattutto nelle stagioni della primavera e dell'autunno. Una delle maggiori attrattive è l'annuale esposizione floreale primaverile delle Floriade, che si tiene ogni settembre.

### Servizi
Gli acquedotti e le fognature sono gestiti da una compagnia pubblica, la ACTEW Corporation; la distribuzione di acqua potabile, gas naturale ed elettricità è gestita da una joint-venture tra la compagnia pubblica la Australian Gas Light Company, anch'essa di proprietà pubblica. La società congiunta fornisce, tramite una propria sussidiaria, anche alcuni servizi di telecomunicazione.
Le acque di Canberra sono mantenute in quattro bacini artificiali: le dighe di Corin, Bendora e Cotter sul fiume Cotter e la diga Goonong sul fiume Queanbeyan. La diga di Goonong si trova nel territorio del Nuovo Galles del Sud ed è gestita dal governo locale dell'Australian Capital Territory. L'ACTEW possiede anche i due impianti di trattamento delle acque di scarico di Canberra, siti a Fyshwick e a Lower Molonglo, sul fiume Molonglo.
L'elettricità di Canberra proviene dalla rete nazionale attraverso le stazioni di smistamento poste a Holt e Fyshwick. Parte dell'energia viene prodotta localmente dagli impianti idrolelettrici posti lungo l'acquedotto di Mount Stromlo e dagli impianti a metano che sfruttano il gas prodotto dalle discariche di rifiuti di Belconnen e Mugga Lane.

## Società

### Evoluzione demografica
Nel 2003 Canberra contava 323 004 abitanti, con una densità di popolazione di 401 persone per chilometro quadrato, più elevata delle altre città australiane.
In media i canberrani sono relativamente giovani, nobili e con un grado di istruzione elevato. Anche se spesso agli occhi dei cittadini di altre grandi città australiane vengono visti come persone con una mentalita' un po' troppo provinciale. L'età media è di 32 anni e solo l'8,3% della popolazione è costituita da ultra-sessantacinquenni. Tra il 1996 e il 2001 il turn-over della popolazione ha riguardato il 61,9% degli abitanti, il secondo maggior valore tra le città capoluogo australiane.
Al maggio del 2004, circa il 30% della popolazione dell'Australian Capital Territory con un'età compresa tra i 15 e i 64 anni risulta in possesso di un titolo di laurea o equivalente; significativamente superiore al 19% della media nazionale.

### Etnie e minoranze straniere
Al censimento del 2001 risultavano un 1,2% di abitanti di origine nativa e un 21,6% di immigrati. Tra questi ultimi, la maggior parte proviene da nazioni di lingua inglese, principalmente Inghilterra e Nuova Zelanda. Comunità significative di immigrati sono anche quelle provenienti da Germania, Scozia, Italia e Vietnam. Le immigrazioni più recenti provengono principalmente da paesi del sud-est asiatico. La maggior parte dei canberrani è di madrelingua inglese; molti parlano una seconda lingua, le più diffuse sono il cinese, l'italiano e il croato.

### Religione
Al censimento del 2001, circa il 63% degli abitanti di Canberra si è definito cristiano - i gruppi più numerosi sono quelli anglicano e cattolico - meno del 3% segue una religione non cristiana e il 19% si è dichiarato non religioso.

### Sanità

#### Ospedali
Canberra possiede due grandi ospedali pubblici, il Canberra Hospital a Garran, 500 posti, e il Calvary Public Hospital a Bruce, 174 posti. Entrambi sono anche sede di insegnamento e tirocinio in collaborazione con le università. Il maggiore ospedale privato della città è il John James Memorial Hospital a Deakin. La città ospita anche 10 case di riposo per anziani.
Gli ospedali di Canberra ricevono urgenze anche da tutta la parte meridionale del Nuovo Galles del Sud; il servizio ambulanze dell'Australian Capital Territory è gestito da un'agenzia pubblica.

## Cultura

### Istruzione
Il territorio di Canberra è sede di due grandi istituti superiori: la Università Nazionale Australiana (ANU) ad Acton e la University of Canberra (UC) a Bruce. L'ANU fu fondata nel 1946 come università di ricerca ed è citata tra le migliori università al mondo dal The Times Higher Education Supplement e dal Shanghai Jiao Tong World University Rankings. Sia l'ANU che la UC hanno campus nella regione e sedi distaccate anche all'estero. Canberra ospita anche due università religiose: Signadou, nel quartiere di Watson, è un campus dell'Australian Catholic University; il St Mark's Theological College vicino al parlamento è un campus della Charles Sturt University.
L'entroterra a nord-est di Canberra ospita l'accademia militare dell'esercito australiano e il collegio militare reale (Australian Defence Force Academy - ADFA - and the Royal Military College, Duntroon - RMC), vicino al quartiere di Campbell. L'ADFA è ufficialmente un campus della University of New South Wales dedicato all'istruzione superiore dei militari; Duntroon è una scuola di formazione degli ufficiali dell'esercito australiano.
Altro istituto superiore, con più campus, è il Canberra Institute of Technology.
Numerose sono le scuole pubbliche e private a Canberra. La maggior parte dei quartieri è progettata per comprendere nel proprio territorio una scuola elementare (primary school) e le scuole sono spesso site accanto ad aree aperte per praticare giochi e sport.
La primary school consiste di sette classi: asilo d'infanzia e le classi dalla prima alla sesta; dalla settima alla decima classe i ragazzi frequentano una scuola media (high school) e dall'undicesima alla dodicesima classe il college.

### Istituzioni culturali

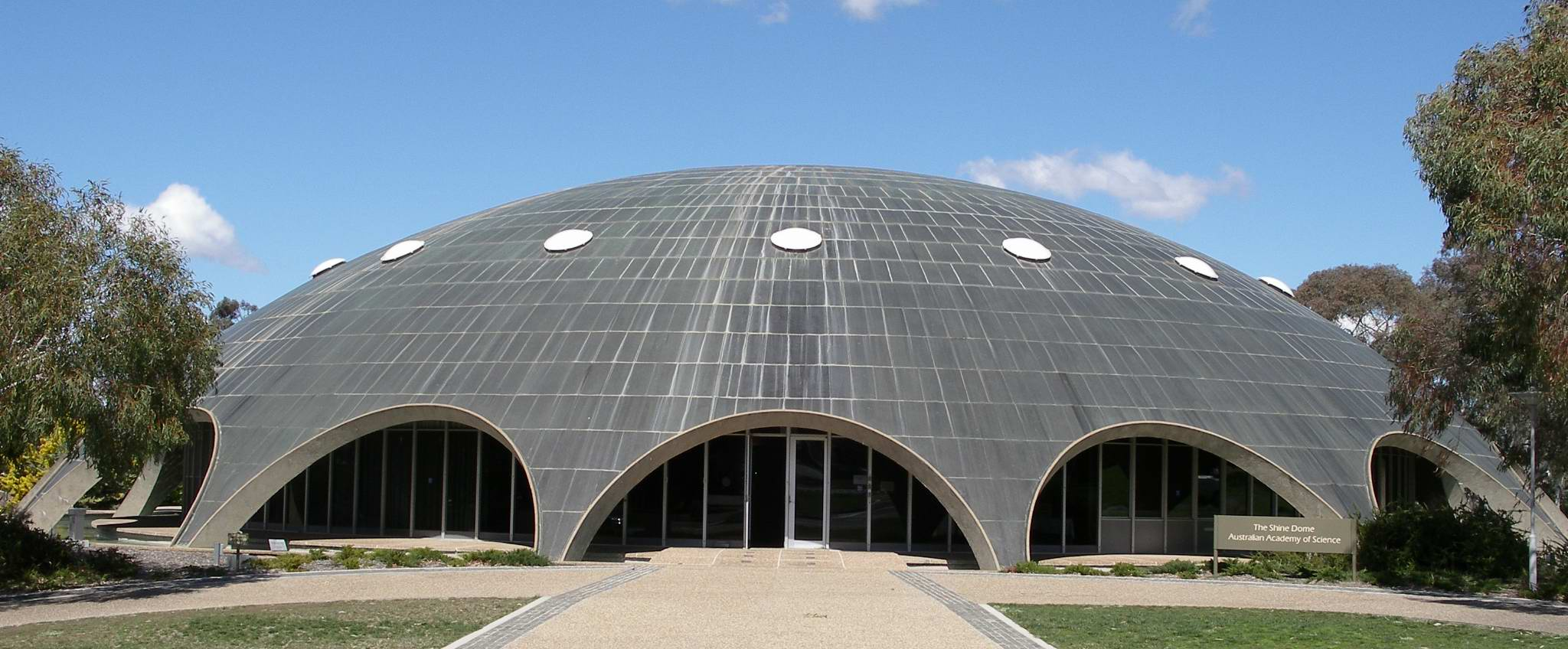
Australian Academy of Science, Shine Dome

Canberra è sede di molti monumenti e istituzioni nazionali quali l'Australian War Memorial (il memoriale di guerra), la National Gallery of Australia, la National Portrait Gallery, attualmente ospitata nell'edificio del vecchio parlamento, la National Library of Australia (la biblioteca nazionale), i National Archives of Australia, e il National Museum of Australia.
Molti degli edifici governativi federali sono aperti al pubblico, tra essi il parlamento, la corte suprema e la zecca nazionale australiana. Le sponde del lago Burley Griffin ospitano il memoriale a James Cook e il National Carillon.
Altri siti di interesse sono la Telstra Tower, i giardini botanici nazionali (Australian National Botanic Gardens) sulla Black Mountain, lo zoo e l'acquario sulla diga Scrivener, il museo nazionale dei dinosauri e Questacon, il centro nazionale dedicato alla scienza e alla tecnologia.

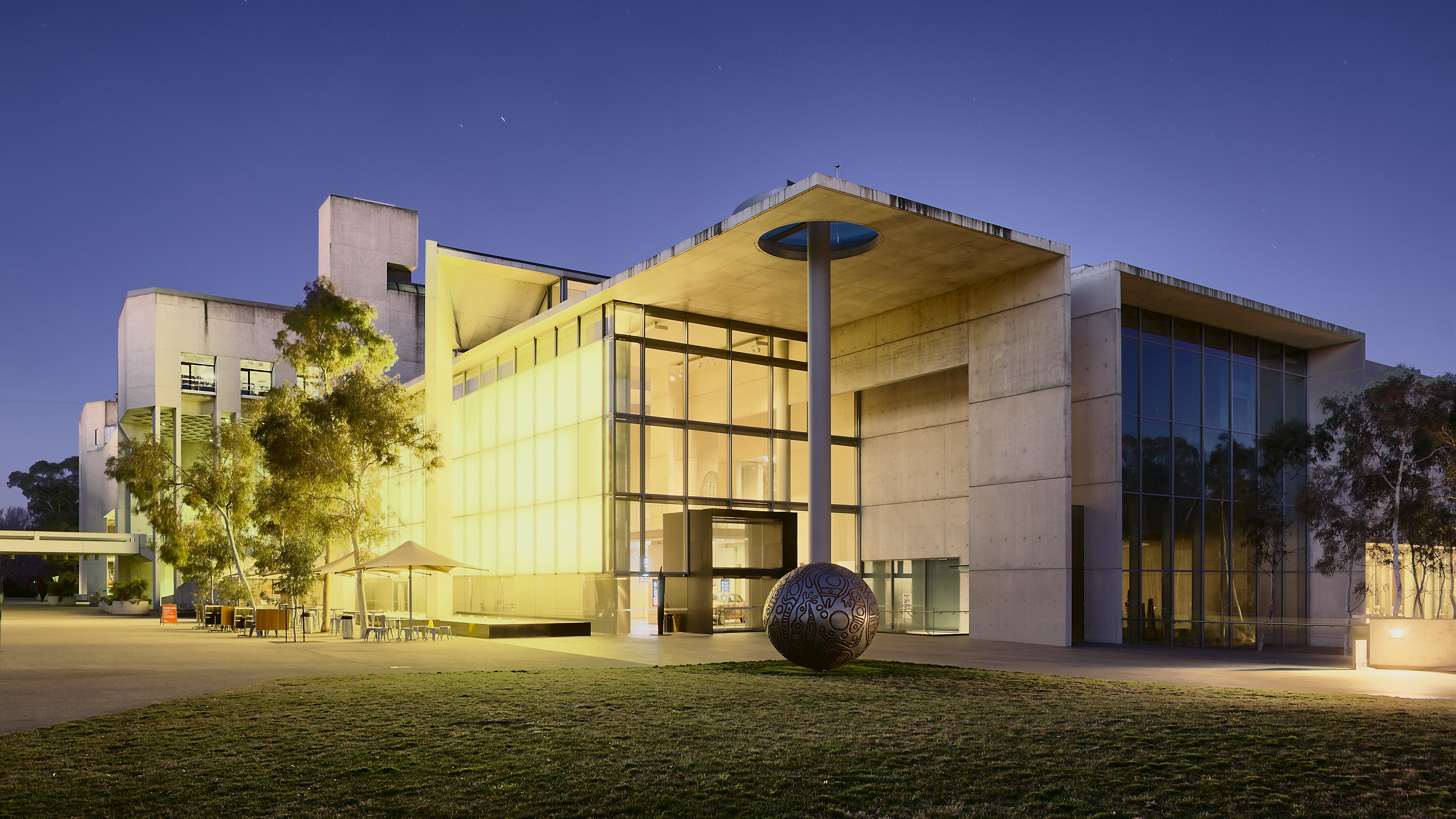
National Gallery of Australia

Il Canberra Museum and Gallery di Parkes è una collezione di arte e storia locale. Molti edifici storici sono aperti al pubblico: le fattorie Lanyon e Tuggeranong nella Tuggeranong Valley, Mugga-Mugga a Symonston e il cottage dei Blundell a Parkes sono esposizioni che documentano lo stile di vita dei primi coloni europei. Calthorpes' House a Red Hill è un esempio ben conservato delle prime case di Canberra, risalente agli anni venti. Duntroon House, nel quartiere di Campbell, fu una delle prime fattorie della zona; oggi è la mensa ufficiali del Royal Military College ed è saltuariamente aperta al pubblico.

### Eventi
Canberra possiede molti spazi per il pubblico intrattenimento, tra cui la Canberra Theatre and Playhouse, che ospita i concerti più importanti e Llewellyn Hall (all'interno del conservatorio, la Canberra School of Music), una sala da concerto sita vicino all'università ANU. Lo Street Theatre, anch'esso associato all'università, ospita generalmente produzioni di studenti e compagnie amatoriali.
Numerosi sono anche i bar e i locali che offrono spettacoli dal vivo, particolarmente concentrati nell'area di Dickson, Kingston e del centro cittadino. La maggior parte dei quartieri ha strutture per ospitare spettacoli teatrali e cinema e tutti hanno una biblioteca. Tra gli eventi culturali più popolari si annoverano il National Folk Festival, il Royal Canberra Show, il festival automobilistico Summernats e il festival Celebrate Canberra, che si tiene ogni 10 anni in occasione dell'anniversario di fondazione della città.
Un evento degno di nota è soprattutto "Floridea" dove con l'inizio della primavera vengono allestite diverse esposizioni di fiori in tutte le salse.
Il maggior evento associato a una città gemellata è il "festival delle candele di Canberra e Nara", che si tiene in ottobre.

### Media
Essendo il centro politico del paese, Canberra ospita gli uffici dei principali media del paese, tra cui la Australian Broadcasting Corporation, i network delle emittenti televisive commerciali e i giornali nazionali e locali. Molte agenzie di stampa sono rappresentate nella "press gallery", il gruppo di giornalisti che riferiscono delle attività parlamentari. Il circolo nazionale della stampa (National Press Club of Australia) trasmette regolarmente su un canale televisivo le riprese dei propri pranzi settimanali in cui un ospite importante, spesso un politico, tiene un discorso di mezz'ora seguito da una sessione di domande e risposte.
Canberra ha un quotidiano locale, il Canberra Times fondato nel 1926, e alcune pubblicazioni settimanali gratuite distribuite nei quartieri. I canali televisivi analogici trasmessi in chiaro sono due pubblici (ABC e SBS) e tre commerciali (Prime, WIN e Southern Cross Ten), quelli digitali sono due (ABC2 e SBS News). Numerosi canali a pagamento sono a disposizione via cavo e via satellite. Molti quartieri cittadini dispongono di collegamenti a Internet a larga banda su cavi a fibra ottica.
Svariate radio comunitarie trasmettono a Canberra, tra cui Radio 2XX FM, che offre una programmazione multiculturale con programmi in venti lingue diverse e trasmissioni di servizio. Radio 1RPH offre la lettura quotidiana di diversi giornali e fonti di stampa locale e internazionale come servizio per i non vedenti. Numerose sono anche le emittenti commerciali, sia in FM che in AM.

## Sport

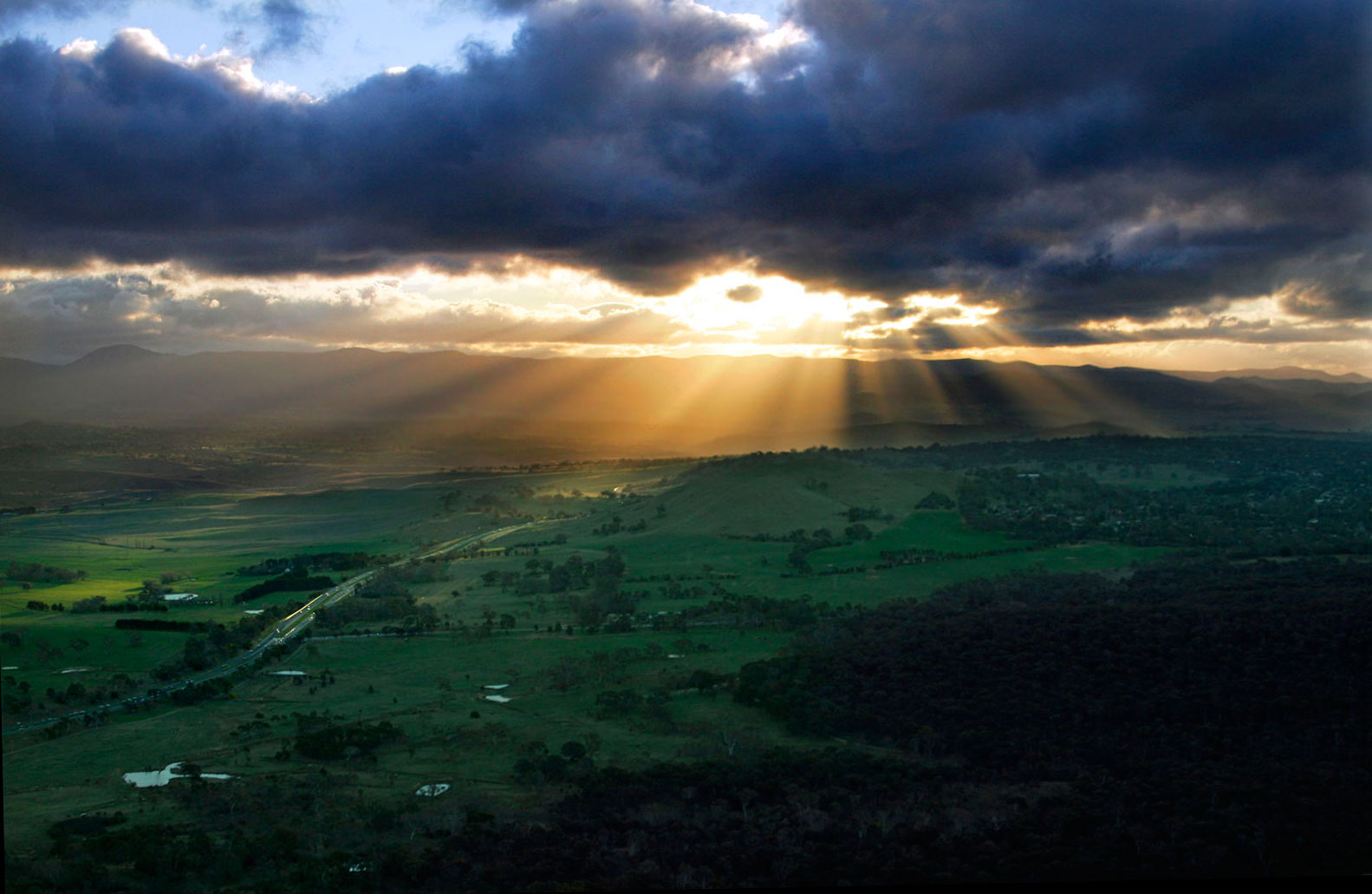
Tramonto alla Telstra Tower

Oltre alle formazioni locali, Canberra ha anche svariate squadre sportive che competono nei campionati nazionali delle rispettive specialità. Le squadre di rugby più popolari di Canberra sono i Canberra Raiders (Rugby a 13) e gli ACT Brumbies (Rugby a 15), entrambi già campioni delle rispettive leghe. La base di entrambe le squadre è il Canberra Stadium, il più grande stadio cittadino, che ha ospitato gli incontri preliminari delle Olimpiadi del 2000 e gli incontri della Coppa del Mondo di rugby 2003.
Canberra è inoltre sede di squadre che partecipano ai tornei nazionali di basket femminile, hockey su ghiaccio e su prato e cricket. Il Manuka Oval è un'altra struttura sportiva polifunzionale dove si giocano il cricket e il football australiano. Tra gli altri eventi sportivi significativi ospitati da Canberra rientrano la maratona, il Canberra Half Ironman Triathlon e il torneo femminile di tennis preliminare agli Australian Open.
L'Australian Institute of Sport (AIS) si trova nel quartiere di Bruce ed è un istituto specializzato nella formazione di atleti professionisti in svariate discipline.
Canberra ha numerosi campi sportivi, campi da golf, piste di pattinaggio, campi da tennis, piscine e impianti sportivi aperti al pubblico. Tutta la città è attraversata da piste ciclabili. I parchi naturali hanno un'ampia rete di sentieri e passaggi per cavalli e mountain bike. Vela, canottaggio e sci nautico sono attività popolari sulla superficie del lago cittadino.
Canberra ospita ogni anno un rally e una pista per go-kart è in progetto.

## Infrastrutture e trasporti

### Trasporti
L'automobile è principale mezzo di trasporto a Canberra; la città possiede una buona rete stradale e la popolazione è distribuita su un'area relativamente ampia. In confronto agli altri capoluoghi australiani, a Canberra il traffico urbano è scorrevole; gli ingorghi stradali sono rari e le congestioni tipiche delle ore di punta non durano generalmente più di una ventina di minuti. I distretti di Canberra sono collegati da parkways, strade a doppia carreggiata ad alto scorrimento, su cui vige un limite di velocità di 80 km/h o 90 km/h.

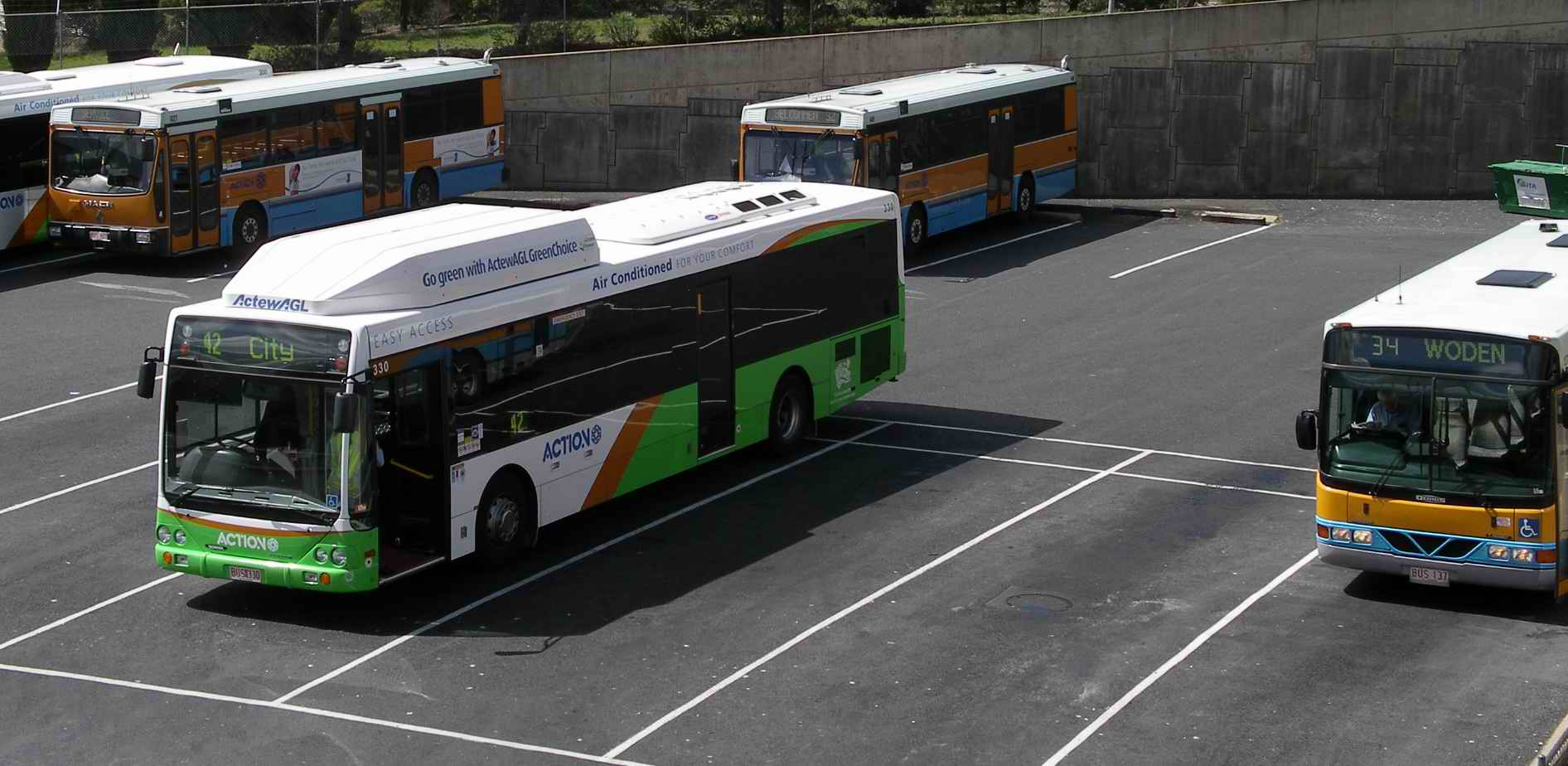
ACTION bus

Un servizio pubblico di autobus - ACTION, Australian Capital Territory Internal Omnibus Network - e una rete di piste ciclabili raggiungono tutte le aree della città, tuttavia solo il 4,6% della popolazione fa un regolare utilizzo degli autobus e solo il 5,5% si reca al lavoro a piedi o in bicicletta. Canberra non ha una rete ferroviaria urbana.
Un servizio privato di autobus collega Canberra a Queanbeyan, nel Nuovo Galles del Sud, e un servizio ferroviario interregionale collega Canberra a Sydney. La stazione ferroviaria di Canberra si trova nel quartiere meridionale di Kingston. I collegamenti ferroviari per Melbourne arrivano invece fino alla località di Yass, a circa un'ora d'auto da Canberra; Yass è collegata a Canberra da un regolare servizio di autobus.
I progetti per realizzare un treno ad alta velocità tra Melbourne, Canberra e Sydney sono stati valutati ma non ancora varati. Le grandi distanze, la modesta utenza potenziale e la preferenza culturale per il trasporto su gomma hanno finora reso l'investimento difficile da giustificare.
Canberra si trova a circa tre ore d'auto da Sydney lungo la Federal Highway, che si collega alla Hume Highway (autostrada numero 23) vicino a Goulburn, e a circa sette ore d'auto da Melbourne lungo la Barton Highway (autostrada numero 25), che si collega alla Hume Highway presso Yass.
A due ore di guida lungo l'autostrada numero 23 si trovano gli impianti sciistici delle Snowy Mountains e il Kosciuszko National Park. Batemans Bay, una frequentata località marittima sulla costa del Nuovo Galles del Sud viene raggiunta dalla Kings Highway.
L'aeroporto di Canberra è principalmente dedicato a voli nazionali da e verso le città di Sydney, Melbourne, Brisbane, Adelaide e Perth, nonché verso Albury e Newcastle nel Nuovo Galles del Sud. A tutt'oggi i soli voli internazionali diretti da e verso Canberra sono voli charter. L'aeroporto civile condivide le proprie piste con quello militare della base di Fairbairn, su cui si basano i voli speciali governativi e diplomatici.

## Amministrazione
Al di fuori di Canberra, il Territorio della Capitale Australiana non ha insediamenti più grandi di villaggi. L'assemblea legislativa svolge pertanto sia il ruolo di municipio che di governo regionale. L'assemblea consiste di 17 membri eletti in tre collegi elettorali su base proporzionale. I collegi sono Molongolo, Gininderra e Brindabella ed eleggono rispettivamente sette, cinque e cinque membri dell'assemblea. L'assemblea elegge un primo ministro e quattro ministri.
Alle elezioni del 2004 l'Australian Labor Party, guidato dal primo ministro Jon Stanhope, ha vinto nove dei 17 seggi. Il governo federale conserva qualche potere su quello regionale dell'Australian Capital Territory; può infatti annullare le decisioni del governo locale, anche se questo avviene di rado; inoltre la National Capital Authority - autorità federale preposta al governo della capitale - è responsabile di molti aspetti inerenti allo sviluppo e alla crescita della città.
La polizia federale australiana (Australian Federal Police - AFP) fornisce i servizi di polizia di stato nei termini di un accordo contrattuale stipulato con il governo regionale dell'Australian Capital Territory. Gli imputati di crimini sono processati o dal magistrato locale o dalla corte suprema della regione, in funzione della gravità del reato contestato. Esistono anche un giudice di pace e un «tribunale familiare» (Family Court) per cause civili e per dirimere casi legali non criminali.
I prigionieri sono trattenuti nel Belconnen Remand Centre ma, non essendoci vere e proprie prigioni nell'Australian Capital Territory, i condannati alla detenzione scontano la pena nelle carceri del Nuovo Galles del Sud.

### Gemellaggi
- Pechino, dal 2000[24]
- Dili
- Atlanta
- Nara
- Versailles